# Просяшки роман
„Просяшки роман“ (на немски: Dreigroschenroman) е роман от немския писател Бертолт Брехт (1898-1956), публикуван през 1934 г. 
Славата на Бертолт Брехт като поет и драматург несправедливо засенчва постиженията му като майстор на разказа и притчовия роман. Този разностранен талант, изявил се и като композитор, певец, кабаретен артист, режисьор, теоретик на театъра и политик, е оставил само една завършена голяма белетристична творба, но тя изведнъж го нарежда сред най-значителните прозаици на нашето време. Това е социално-критическият „Просяшки роман“ – първото произведение на Брехт, създадено в емиграция. Защото като мнозина други представители на антифашистката мисъл той е принуден да напусне родината си, когато пламъците на Райхстага осветяват настъпването на най-тъмната епоха в историята на Германия. В тези трагични дни Бертолт Брехт написва прочутата си програмна статия „Пет трудности при писането на истината“. В нея посочва как в борбата срещу лъжата и невежеството истината може да се превърне в силно оръжие, стига да се използва умело и прикрито. В нацистка Германия, където книгите на Брехт се горят по площадите, тази статия се разпространява нелегално под замаскираното заглавие „Практически самоучител при оказване на първа помощ“.
Гангстерският роман като самоучител
Подобен „практически самоучител“, но по политическа икономия, е и „Просяшки роман“. Под формата на художествено произведение тук е замаскирана истината за обществените отношения при капитализма, както ги е видял писателят. Тази силно провокационна творба пародира класическия немски образователен роман, като изобразява „развитието и израстването“ на един уличен гангстер до солиден стопански ръководител. С помощта на притчата Брехт разкрива механизма на експлоататорската система, при която разликата между една търговска сделка и едно престъпление е само в метода, ала не и в същността. Неговият преуспяващ герой бързо схваща, че класическата кражба е вече нещо остаряло, изостанало. Защото „Какво е шперцът в сравнение с една акция? Какво е обирът на една банка в сравнение с основаването на банка? Какво е убийството на един човек в сравнение с назначаването на този човек на служба?“ Така в романа си Брехт подхвърля на анализ сложната социална сплав от война, сделки, престъпност и сексуалност, обосновава взаимното проникване между едрата търговия и криминалността, корупцията сред полицията и политическата върхушка.
Банковата акция vs. банковия обир
Сюжетът на „Просяшки роман“ е условно исторически – действието се развива в Англия от началото на XX век по времето на Бурската война. Някогашният пладнешки разбойник Маккийт, известен сред простолюдието повече с прозвището Маки Ножа, сега е организатор на система от евтини магазини, търгуващи с крадена стока. Посредством своята банда той успява да си създаде такава икономическа обстановка, която да го улеснява в официалните му, „порядъчни“ гешефти. Ала за да разшири дейността си, Маккийт се нуждае от по-голям капитал, който Националната депозитна банка е готова да му заеме, ако той притежава най-малкото сериозна кантора в търговската част на Лондон. Чрез банката новоизпеченият бизнесмен попада по дирите на мистър Джонатан Пийчъм, собственик на фирмата „Приятел на просяците“, който върти търговия с милосърдието на хората към бездомниците и скитниците. Той снабдява своите „служители“ с просяшки реквизити, така че „най-окаяните между окаяните да придобият онзи външен вид, който да затрогва непрекъснато вкаменяващите се души“. Пийчъм е организирал и контролира цялата улична просия в британската столица и справедливо си е заслужил името „крал на просяците“. Когато обаче решава да основе „Дружество за експлоатация на транспортни кораби“, предназначени за Бурската война, на пътя му се изпречва добилият вече влияние мистър Маккийт. Търговецът-гангстер е силно привлечен от дъщеря му, направо е влюбен, защото „малко неща у една девойка могат да възбудят чувствено един мъж така, както материалното ѝ състояние“. Маккийт набързо, без знанието на родителите ѝ, се оженва за малката Поли, наречена Прасковата. Сред гостите на сватбата виждаме банкови директори, членове на бандата, търговски партньори и не на последно място най-добрия приятел на младоженеца, полицейския инспектор Фред Браун от Скотланд ярд, който срещу своя дял от плячката закриля Мак от посегателствата на закона. Така започва безпощадната битка между зет и тъст, между двете хищни акули от Лондонското сити. Макар да се озовава в затвора за подследствени, Маккийт безпрепятствено ръководи оттам борбата срещу своите врагове. Той не е свикнал да подбира средствата, но все повече си служи с методите на съвременната конкурентна борба, защото е прозрял, че „грубото насилие е изиграло ролята си, не се изпращат вече убийци, щом може да се изпратят съдебни изпълнители“. Както се казва, резултатите не закъсняват – на гангстера Маккийт се удава от своята затворническа килия да се издигне до ръководител на малка, но солидна банка, да извърши това наглед необикновено, ала според Брехт напълно закономерно преображение.
Диалектика на престъпността
Този метод дава възможност на писателя да осветли историята от нова, марксическа гледна точка – в тази светлина „голямото“, „ценното“, според съществуващите представи, започва да изглежда нищожно, престъпно и безнравствено. Тъй Брехт върши едновременно разрушителна, но и съзидателна работа, превръща се в своеобразен „ревизор на историята“. В своя „Просяшки роман“ той показва „задния двор“ на буржоазното общество с вярата, че тази гротескна картина ще допринесе да се проумее необходимостта от промяна, с вярата, че такава промяна е не само възможна, но и близка.
В едно свое есе Лион Фойхтвангер изрича следните знаменателни думи за Брехт: „Този изключително надарен поет пръскаше във всичко, което създаваше, зародишите на мисли и духовни движения, предопределени да поникнат за истински живот едва след време... Брехт в никакъв случай не се смяташе за наставник на нацията. Той имаше съзнанието, че сам нищо не знае и бе готов да се учи от другите. Но искаше да подбужда, искаше да разговаря и спори, да помага на хората да мислят. Това Сократовско начало преминава през цялото му писателско дело. Затова произведенията му не оставят читателя, карат го да се задълбочава в тях, привличат го с нова и нова сила... И ако съвременниците само предполагат значението му, едва бъдещите поколения ще проникнат в цялото богатство на творчеството му.“ Така и „Просяшки роман“, това мрачно-иронично белетристично откровение на един поет, посочва пътищата към надеждата за по-радостен живот, в който да взима равностойно участие и обикновеният човек от улицата.